# 달콤한 채찍
달콤한 채찍(일본어: 甘い鞭 あまいむち[*])은 2013년에 공개된 일본의 미스터리 포르노 영화이다. 대한민국에서는 제한상영가 판정을 받아 상용 극장 내에서의 상영이 금지되어 있다.

## 출연

### 주연
- 단 미츠
- 마미야 유키

### 조연
- 다케나카 나오토

## 기타
- 원작자: 오이시 케이